# Раджиндер Сінгх (борець)
Раджиндер Сінгх (англ. Rajinder Singh; нар. 1 серпня 1954) — індійський борець вільного стилю, срібний призер чемпіонату Азії, чемпіон Азійських ігор, срібний призер Південноазійських ігор, дворазовий чемпіон та срібний призер Ігор Співдружності, учасник двох Олімпійських ігор.

## Життєпис
По закінченні кар'єри борця працював тренером. Серед його підопічних: Нірмала Деві — триразова чемпіонка та срібна призерка чемпіонатів Співдружності, срібна призерка чемпіонату Азії, срібна призерка Ігор Співдружності.
У 1978 році за спортивні досягнення був нагороджений премією «Арджуна».

## Спортивні результати на міжнародних змаганнях

### Виступи на Олімпіадах
| Змагання                    | Збірна | Вагова категорія          | Місце |
| --------------------------- | ------ | ------------------------- | ----- |
| Літні Олімпійські ігри 1980 | Індія  | вільна боротьба, до 74 кг | 6     |
| Літні Олімпійські ігри 1984 | Індія  | вільна боротьба, до 74 кг | 4     |

### Виступи на Чемпіонатах світу
| Змагання                        | Збірна | Вагова категорія          | Місце |
| ------------------------------- | ------ | ------------------------- | ----- |
| Чемпіонат світу з боротьби 1982 | Індія  | вільна боротьба, до 74 кг | 15    |

### Виступи на Чемпіонатах Азії
| Змагання                       | Збірна | Вагова категорія           | Місце  |
| ------------------------------ | ------ | -------------------------- | ------ |
| Чемпіонат Азії з боротьби 1981 | Індія  | вільна боротьба, до 100 кг | Срібло |

### Виступи на Азійських іграх
| Змагання           | Збірна | Вагова категорія          | Місце  |
| ------------------ | ------ | ------------------------- | ------ |
| Азійські ігри 1978 | Індія  | вільна боротьба, до 74 кг | Золото |
| Азійські ігри 1986 | Індія  | вільна боротьба, до 82 кг | 5      |

### Виступи на Південноазійських іграх
| Змагання                   | Збірна | Вагова категорія              | Місце  |
| -------------------------- | ------ | ----------------------------- | ------ |
| Південноазійські ігри 1985 | Індія  | вільна боротьба, понад 100 кг | Срібло |

### Виступи на Іграх Співдружності
| Змагання                | Збірна | Вагова категорія              | Місце  |
| ----------------------- | ------ | ----------------------------- | ------ |
| Ігри Співдружності 1978 | Індія  | вільна боротьба, до 74 кг     | Золото |
| Ігри Співдружності 1982 | Індія  | вільна боротьба, понад 100 кг | Срібло |
| Ігри Співдружності 1982 | Індія  | вільна боротьба, до 74 кг     | Золото |